# Butters Stotch
Leopold Stotch, främst känd som Butters, är en av South Parks mest godtrogna invånare, och är ett allmänt konstigt och nervöst barn. Han var med i det första avsnittet, dock bara i bakgrunden. Det första avsnittet som han hade en betydande roll i var Two Guys Naked in a Hot Tub, och sedan dess har han tagit mer och mer plats i serien. Han ersatte till och med Kenny i sjätte säsongen. Kenny var död i nästan hela den säsongen och Butters blev mer utnyttjad än någonsin. Snart ersattes Butters av Tweek eftersom han var mesig.

## Personlighet
Butters har ganska många talanger. Bland annat är han en mästare på matematik, är duktig på att steppa (dock slutade efter att ha dödat åtta personer under en tävling, vilket senare avslöjas att det var den största stepptragedin sedan 1954) och att spela trummor. I de senare avsnitten blir han mobbad av de fyra killarna och blir ständigt utsatt för nya problem då han har svårt att neka. Hans födelsedag är den 11 september och han tillhör blodgruppen 0. I skolan är han den snällaste eleven, trevlig mot alla men så utanför och mobbad att tjejerna i klassen inte ens vet att han existerar.
Butters mamma och Pappa heter Stephen och Linda Stotch

### Professor Chaos
Professor Chaos är Butters onda alter ego, vars dröm är att förstöra världen som hämnd för hur han blev behandlad som Butters, men det går aldrig speciellt bra. Hans önskan om att bli fruktad av alla går heller inte bra, eftersom ingen i South Park känner till att han finns, förutom Dougie, en två år yngre kompis vars alter ego General Disarray är Professor Chaos följeslagare. I avsnittet "Professor Chaos" försökte Butters sno alla skolans tavelsuddar men när han skulle byta tillbaka till Butters såg Dougie honom och vill hjälpa honom att skapa kaos i världen. I ett av de nyare avsnitten (The Coon, 1302) visas det att Professor Chaos är ärkerival med Cartmans "hjälte" alter ego, The Coon. Men i det avsnittet jobbar de tillsammans för att lista ut vem "Mysterion" är. I Mysterion Rises avslöjas det att Kenny är Mysterion.